# Макклюр, Уилберт
Уи́лберт Джеймс Макклю́р (англ. Wilbert James McClure; 29 октября 1938, Толидо, Огайо — 7 августа 2020) — американский боксёр средней весовой категории. В конце 1950-х годов выступал за сборную США: чемпион летних Олимпийских игр в Риме, чемпион Панамериканских игр, победитель многих международных турниров и национальных первенств. В период 1961—1970 боксировал на профессиональном уровне, но без особых достижений.

## Биография
Уилберт Макклюр родился 29 октября 1938 года в городе Толидо, штат Огайо. Активно заниматься боксом начал в раннем детстве, тренировался и выступал в местной полицейской атлетической лиге. Первого серьёзного успеха на ринге добился в 1958 году, когда одержал победу в международном турнире «Бриллиантовый пояс» в Мехико и выиграл национальный турнир «Золотые перчатки» в Чикаго. Год спустя стал чемпионом США среди любителей и съездил на Панамериканские игры, где завоевал золотую медаль средней весовой категории. В 1960 году во второй раз выиграл национальное первенство и благодаря череде удачных выступлений удостоился права защищать честь страны на летних Олимпийских играх в Риме. На Олимпиаде одолел всех своих соперников, в том числе советского боксёра Бориса Лагутина и итальянца Кармело Босси в полуфинале и финале соответственно.
Получив золотую олимпийскую медаль, Макклюр решил попробовать себя среди профессионалов и покинул сборную. Его профессиональный дебют состоялся в июле 1961 года, своего первого соперника Джонатана Вашингтона он победил по очкам в четырёх раундах. В течение двух последующих лет провёл множество удачных поединков, но в конце 1963 года потерпел сразу два поражения подряд — оба единогласным решением судей от кубинца Луиса Мануэля Родригеса, недавнего чемпиона мира ВБА и ВБС. С этого момента карьера Макклюра резко пошла на спад, он стал часто проигрывать, опустился в мировых рейтингах и в начале 1970 года после очередного поражения принял решение покинуть ринг, так ни разу и не поучаствовав в титульных матчах. Всего в профессиональном боксе он провёл 33 боя, из них 24 окончил победой (в том числе 12 досрочно), 8 раз проиграл, в одном случае была зафиксирована ничья.
Макклюр окончил Толидский университет, где получил степень в области литературы и философии, а также Университет Уэйна, став доктором философии. После завершения спортивной карьеры был профессором в Северо-Восточном университете в Бостоне, кроме того, открыл собственную консалтинговую фирму. В поздние годы работал спортивным чиновником, был государственным боксёрским комиссионером штата Массачусетс — в этой должности в 2000 году фигурировал в скандале, после того как боксёр Зик Уилсон обвинил его в дискриминации и выиграл дело в суде. Впоследствии Макклюр описал произошедшее в своей книге-автобиографии под названием «Восьмой раунд».